# Karskie Wrota
Karskie Wrota – cieśnina między wyspą Wajgacz a archipelagiem Nowej Ziemi. Łączy Morze Karskie z Morzem Barentsa.